# Privilegio de Manifestación
Il Privilegio de Manifestación era un privilegio esercitato dal Justicia de Aragón che gli consentiva di intervenire su tribunali e funzionari reali. Il processo iniziava quando un imputato accusato riscontrava ingiustizia nelle accuse formulate da funzionari reali o si sentiva minacciato nella sua integrità fisica e quindi, poteva chiedere la protezione del Justicia de Aragón. Ciò portava alle indagini sul caso, da parte dei giudici competenti, e l'imputato veniva posto sotto la protezione del Justicia.
Questo privilegio consentiva all'imputato di ottenere l'immunità dal potere reale, almeno finché le sue richieste sono fossero state prese in esame.
Famoso fu il caso di Antonio Pérez, segretario di Stato di Filippo II, che chiese questa protezione del Justicia prima della decisione del re di sottoporlo al giudizio dell' Inquisizione (tribunale contro il quale il Justicia  non aveva alcun potere) evento che portò alle Alteraciones de Aragón.